# Governatorato di Cracovia
Il governatorato di Cracovia (in polacco: Gubernia krakowska) fu un'unità amministrativa (governatorato) del Regno del Congresso (nome assunto dalla Polonia dopo il Congresso di Vienna).
Fu creato nel 1837 dal Voivodato di Cracovia; nel 1844 il suo territorio confluì nel governatorato di Radom.